# Энергетика Гуама
Структура производства и потребления энергии на Гуаме определяется удалённостью острова. Практически всё производство энергии зависит от импорта нефтепродуктов для использования в транспортной и энергетической отраслях. 
Гуам не имеет собственного производства традиционных видов топлива, таких как нефть, природный газ или уголь. Экономика территории зависит от импорта бензина и авиационного топлива для транспорта и мазута для выработки электроэнергии. Одна треть произведенной энергии используется в коммерческих целях, включая ведущую отрасль экономики Гуама — туризм (см. туризм на Гуаме). 
Несмотря на то, что американские военнослужащие составляют около одной десятой населения острова, они потребляют одну пятую часть энергии территории.
Рост цен на топливо и многочисленные экологические проблемы привели к разработке крупных планов по изменению энергетической промышленности на Гуаме. В частности, планируется расширение использования возобновляемых источников энергии и более чистых с экологической точки зрения природного газа и дизельного топлива.

## Электричество

### Невозобновляемые энергетические ресурсы
Номинальная мощность энергетики Гуам составляет 560 МВт, что более чем в два раза превышает историческую максимальную энергетическую нагрузку территории. В 2015 году на Гуаме электричество стоило в 2,5 раза дороже, чем в континентальной части США. 
Энергетическая промышленность обеспечивается несколькими заводами, работающими на мазуте и эксплуатирующимися энергетическим управлением Гуама, управляющимся независимыми поставщиками электроэнергии. 
В 2014 году была предложена новая промышленная установка, которая должна заменить все генераторы и будет работать на дизельном или сжиженном природном газе. В соответствии с планом, новые промышленные предприятия будут соответствовать требованиям закона США «О чистом воздухе» и документацией Агентства по охране окружающей среды США.

### Возобновляемые энергетические ресурсы
До 2015 года на острове использовалось всего несколько автономных фотоэлектрических систем, а также несколько фотоэлектрических систем небольшого размера и небольших ветряных турбин. Также были объявлены планы нескольких крупных солнечных ферм, касающихся данного вопроса. В результате Гуам принял новую политику в области использования возобновляемых источников энергии, положения которой требуют сокращения потребления ископаемого топлива к 2020 году на 20% по сравнению с 2010 годом. Кроме того, положения принятой политики требуют, чтобы 5% электроэнергии в 2015 году производилось из возобновляемых источников энергии, причём это число должно увеличиться до 25% к 2035 году. Программа учёта использования возобновляемых энергетических ресурсов началась в 2009 году.
Первая солнечная ферма на Гуаме, Dan Dan, мощностью 25,6 МВт в Инараджане была запущена в эксплуатацию в конце 2015 года. По предварительным прогнозам, это позволит сократить потребление мазута почти на 2 миллиона баррелей в год. Вооружённые силы США предложили арендовать землю для солнечной фермы мощностью 44 МВт. В 2015 году были внесены предложения для открытия второй солнечной фермы мощностью до 40 МВт.
Ожидается, что одна ветряная турбина мощностью 0,275 МВт будет запущена в 2015 году в рамках пилотной программы по ветроэнергетике.

## Примечание
1. 1 2 3  Guam: Territory Profile and Energy Estimates. U.S. Energy Information Agency (16 апреля 2015). Дата обращения: 24 декабря 2018. Архивировано 18 февраля 2017 года.
2. ↑  Mchenry, Timothy. "The First Ever Solar Farm Opens on Guam". Pacific News Center (7 октября 2015).
3. ↑  "Guam to get 8 solar farms". West Hawaii Today (11 мая 2015). Дата обращения: 24 декабря 2018. Архивировано 25 декабря 2018 года.
4. ↑  Gaynor Dumat-ol Daleno. "Solar farm bids disclosed". Pacific Daily News (11 ноября 2015).
5. ↑  Losinio, Louella. "After solar power, Guam plans to tap wind energy next". Marianas Variety (14 августа 2014). Дата обращения: 24 декабря 2018. Архивировано 10 ноября 2014 года.